# Marangu Kitowo
Marangu Kitowo è una circoscrizione rurale (rural ward) della Tanzania situata nel distretto di Rombo, regione del Kilimangiaro. Conta una popolazione di 7 734 abitanti (censimento 2012).